# Nodina dhadinga
Nodina dhadinga is een keversoort uit de familie bladkevers (Chrysomelidae). De wetenschappelijke naam van de soort werd in 1992 gepubliceerd door Medvedev.